# Rowntrees
Rowntrees é uma loja, na Inglaterra, que vende chocolates de grife e balas de goma.